# پریا (مجموعه تلویزیونی)
پریا یک مجموعه تلویزیونی ایرانی به کارگردانی حسین سهیلی‌زاده و نویسندگی سعید فرهادی است که از ۲۰ تیر تا ۹ شهریور ۱۳۹۵ از شبکه سه سیما پخش شده‌است.
این مجموعه در ۳۶ قسمت ۴۰ دقیقه‌ای تولید و به تهیه‌کنندگی اسماعیل عفیفه و نویسندگی سعید فرهادی نوشته شد.

## داستان
قصه از زمان حال و از جایی آغاز می‌شود که «پریا» با بازی لادن مستوفی پس از چند سال دوری از ایران به کشور بازمی‌گردد. در شرایطی که پریا همچنان از ازدواج قدیمی‌اش سرخورده است، وارد رابطه‌ای عاطفی با کیوان، پسرخاله‌اش (امیرحسین آرمان) می‌شود. زوج تازه به امید آغاز زندگی تازه، مشکلات را یک به یک از سر راه برمی‌دارند اما برخی اتفاق‌ها مانند مبتلا شدن کیوان به ایدز، مشکل حضانت پریا و … زندگی این زوج را تحت تاُثیر قرار می‌دهد.

## بازیگران
| بازیگر           | نقش      | توضیح                                   |
| ---------------- | -------- | --------------------------------------- |
| لادن مستوفی      | پریا     | دختر نیره، همسر کیوان                   |
| امیرحسین آرمان   | کیوان    | پسر حسین آقا، همسر پریا                 |
| افسانه بایگان    | نیره     | مادر پریا                               |
| محمود پاک‌نیت     | حسین آقا | پدر کیوان                               |
| امیررضا دلاوری   | علیرضا   | همسر گلی، داماد حسین آقا                |
| کمند امیرسلیمانی | گلی      | دختر حسین آقا، همسر علیرضا، خواهر کیوان |
| عمار تفتی        | شهرام    | معتادی که باعث ابتلای کیوان به ایدز شد  |
| رامتین خداپناهی  | حبیب     | همسر سابق پریا                          |
| محمدهادی قمیشی   | رستگار   | رئیس زندان                              |
| علی‌اصغر رضایی    | بازپرس   | دادگاه کیوان و شهرام                    |
| ساغر شکوری       | بهار     | همسر شهرام                              |
| محمدرضا شیرخانلو | سهیل     | پسر پریا و حبیب                         |

## موسیقی
| شماره | نام                        | خواننده           | مدت  |
| ----- | -------------------------- | ----------------- | ---- |
| ۱.    | «درد عمیق» (تیتراژ پایانی) | احسان خواجه امیری | ۳:۳۳ |